# SV Twello
SV Twello is een sportvereniging uit Twello.
De sportclub is opgericht op 1 juni 2006 na een fusie tussen de voetbalverenigingen CCV Avanti en SV Vlugheid en Kracht (V en K). 
De volgende sporten worden boefend bij SV Twello:
- Basketbal
- Gymnastiek
- Handbal
- Voetbal
- Volleybal
- Zaalvoetbal

Het sportpark heet "Sportpark Zuiderlaan", en ligt dan ook aan de Zuiderlaan.